# Шпион, выйди вон! (роман)
«Шпио́н, вы́йди вон!» (англ. Tinker Tailor Soldier Spy; дословно — «Лудильщик, портной, солдат, шпион») — шпионский роман британского писателя Джона Ле Карре, впервые опубликованный в 1974 году, первая часть «Трилогии Карлы». Считается одним из главных произведений писателя. Был дважды экранизирован — в 1979 году в виде телевизионного мини-сериала с Алеком Гиннессом в главной роли и в 2011 году в виде полнометражного фильма с Гэри Олдменом.

## Сюжет
Действие романа происходит в Лондоне в начале 1970-х годов, в разгар Холодной войны. Главные герои — сотрудники британской секретной службы, которые пытаются понять, кто из их коллег является советским двойным агентом. Здесь действует Джордж Смайли, один из ключевых персонажей в творчестве Ле Карре. Его антагонист — «Карла», тайный агент КГБ. Ле Карре описывает атмосферу всеобщей подозрительности, которая царила в британских спецслужбах после разоблачения Кима Филби.
Оригинальное название романа, Tinker Tailor Soldier Spy («Лудильщик, портной, солдат, шпион»), — вариация на тему детской считалки, придуманная руководителем британской разведки для обозначения подозреваемых.

## Создание и оценки
Ле Карре вернулся к жанру шпионского романа после того, как критики разгромили его книгу «Наивный и сентиментальный влюблённый». «Шпион, выйди вон!» был опубликован в 1974 году. Он стал пятой книгой с Джорджем Смайли и первой частью «Трилогии Карлы», продолженной романами «Достопочтенный школяр» (1977) и «Команда Смайли» (1979).
Роман считается одним из главных произведений Ле Карре и одним из лучших шпионских романов в истории жанра. Обозреватель The New York Times Ричард Локк высоко оценил реалистичный стиль и убедительное описание повседневной деятельности разведки. По его словам, «масштаб и сложность этого романа намного выше, чем в любой из предыдущих книг Ле Карре», а описание персонажей «намного богаче». В статье, опубликованной во внутреннем журнале ЦРУ и предположительно написанной агентами этой службы, «Шпион» назван одним из наиболее убедительных изображений работы разведчика. При этом авторы ставят под сомнение описанное Ле Карре «организационное сжатие» и допущение того, что крупная контрразведывательная операция может быть проведена без ведома профессионалов. Джон Пауэрс из NPR назвал роман величайшим произведением шпионского жанра. Сам Ле Карре считал «Шпиона» одной из лучших своих книг.
Критик Марк Фишер увидел в романе «постколониальную меланхолию»: все основные персонажи осознают необратимость «упадка Британии», и это определяет их действия. Сам Ле Карре, по мнению Дэвида Монагана, связывал проблемы своей страны с корыстностью и общей никчёмностью британского правящего класса. Центральной в «Шпионе» является тема предательства: Ле Карре стремился показать, что «общественный или институциональный дефолт всегда более простителен, чем личная измена».
В 2022 году «Шпиона» включили в список «Большого юбилейного чтения», составленный по случаю платинового юбилея королевы Елизаветы II.

## Адаптации
В 1979 году по мотивам романа был снят одноимённый телевизионный мини-сериал с Алеком Гиннессом в главной роли. В 2011 году на экраны вышел полнометражный фильм «Шпион, выйди вон!», снятый режиссёром Томасом Альфредсоном, главную роль в котором сыграл Гэри Олдмен.